# Erna Hennicot-Schoepges

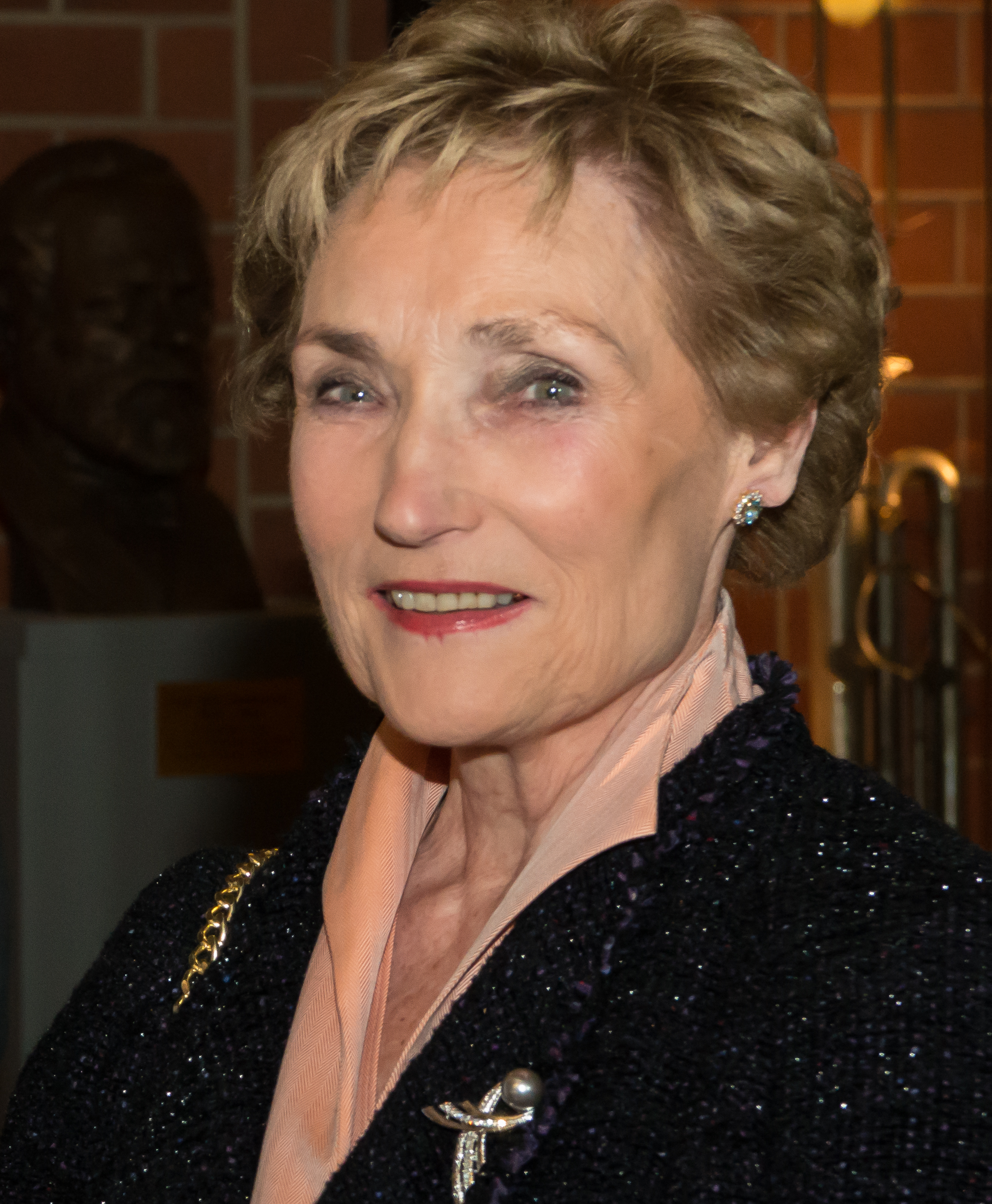
Erna Hennicot-Schoepges (2016).

Erna Hennicot-Schoepges (n. 24 iulie 1941, Dudelange) este o politiciană luxemburgheză, membră a Parlamentului European în legislatura 2004-2009 din partea Luxemburgului.